# Ulrich Bechem
Ulrich Bechem (* 19. März 1951; † 11. Juli 2020 in Berlin) war ein deutscher Fußballspieler. Er spielte auf der Position des Torwarts.
In der Saison 1975/76 der 2. Bundesliga Nord stand Bechem für den Spandauer SV in allen 38 Saisonspielen im Tor. Er kassierte 115 Gegentore und Spandau stieg zum Saisonende, nach nur zwei Siegen in der gesamten Spielzeit ab. Es war die einzige Zweitligasaison für Bechem und für Spandau. Später spielte er für den SC Charlottenburg.
Von Beruf war Ulrich Bechem Kriminalbeamter bei der Berliner Polizei.
Er starb 2020 und wurde am 3. August 2020 in Berlin-Spandau, auf dem Friedhof "In den Kisseln", beigesetzt.